# Vanja Vravnik
Vanja Vravnik (1983) è un'ex sciatrice alpina slovena.

## Biografia
La Vravnik, attiva dal dicembre del 1998, in Coppa Europa esordì il 18 febbraio 2001 a Krompachy/Plejsy in slalom gigante (45ª), ottenne il miglior piazzamento il giorno successivo nelle medesime località e specialità (43ª) e prese per l'ultima volta il via il 24 febbraio 2002 a Rogla in slalom speciale, senza completare la prova. Si ritirò durante la stagione 2002-2003 e la sua ultima gara fu un supergigante FIS disputato il 15 febbraio a Slovenj Gradec; non debuttò in Coppa del Mondo né prese parte a rassegne olimpiche o iridate. 

## Palmarès

### Campionati sloveni
- 1 medaglia:
  - 1 bronzo (slalom speciale nel 2000)